# Сом-Лёз
Сом-Лёз (фр. Somme-Leuze, валлон. Some-Leuze) — коммуна в Валлонии, расположенная в провинции Намюр, округ Динан. Принадлежит Французскому языковому сообществу Бельгии. На площади 95,09 км² проживают 4656 человек (плотность населения — 49 чел./км²), из которых 49,79 % — мужчины и 50,21 % — женщины. Средний годовой доход на душу населения в 2003 году составлял 9 998 евро.
Почтовый код: 5377. Телефонный код: 086.